# 常万村
常万村（じょうまんむら）は山形県東田川郡にあった村。現在の庄内町中心部の東南に接する区域にあたる。本項では発足時の名称である五七里村（いなさとむら）についても述べる。

## 歴史

### 村名の由来
五七里村の由来は、のちの八栄里村を合わせて大字が12個あったことから、語呂のいい五七里村（12=5+7）とした。

### 年表
- 1876年（明治9年）12月11日 - 堀場村と柴野村が合併し、堀野村が発足する[2]。
- 1889年（明治22年）4月1日 - 町村制の施行により、田谷村、大野村、西小野方村、吉岡村、茗荷瀬村、払田村、島田村、近江新田村、余目新田村、常万村、堀野村、福原村の区域をもって五七里村が発足[1]。
- 1890年（明治23年）10月28日 - 大字大野・島田・茗荷瀬・田谷・西小野方・払田・近江新田・吉岡が分立して八栄里村が発足（大字余目新田・常万・堀野・福原が残存）[3]。
- 1891年（明治24年）3月31日 - 五七里村が改称して常万村となる[3]。
- 1894年（明治27年）10月22日 - 庄内地震により、村内7人死亡、62戸が全壊[4]。
- 1915年（大正4年）7月5日 - 余目村との境界変更[5]。
- 1944年（昭和19年）7月21日 - 大和村の最上川堤防が決壊し、当村も洪水被害を受ける[6]。
- 1954年（昭和29年）12月1日 - 余目町・大和村・十六合村・栄村・八栄里村と合併し、改めて余目町が発足[7]。同日常万村廃止。

## 地名
小字の出典は『山形県地名録』257-258頁による。

### 大字常万
小字：常万・一本木西・大坪・北田・五反田・助惣・大乗向・東大乗向・台之上・千萱・常岡・臂曲・槇嶋・町田・向田・屋敷田

### 大字余目新田
小字：余目新田・上北・大北・大割・上家下・下家下・上沖・中沖・下沖・上寂・下寂・里代・新田町・代官田・竪割・樋向（とよむかい）・中墨・西町・東町・前田・北堰下・南堰下・向町・谷地田

### 大字福原
小字：福原・石蔵・上割・下割・楯野腰・村南

### 大字堀野
前身となる堀野村は、1876年12月11日に堀場村と柴野村が合併して発足した。
小字：堀野・上堀野・中堀野・下堀野・石原・馬之峰・大割・川原田・上欠落・下欠落・上川原・下川原・七拾間割・上百間・下百間・小島・砂子・館之内・千萱・中谷地・沼田・沼田頭・葡萄割・儘ノ下・芦谷地

## 行政

### 五七里村村長
| 代 | 氏名         | 就任年月日                | 退任年月日                | 備考       |
| -- | ------------ | ------------------------- | ------------------------- | ---------- |
| 1  | 仁科理右衛門 | 1889年（明治22年）7月12日 | 1891年（明治24年）3月31日 | 町村制施行 |

### 常万村村長
下表は『余目町史年表』420-443頁および『余目町史 下巻』735頁を出典としているが、両者で年月日が異なる場合は、『余目町史年表』記載の日付を記載した。異なる理由の一つは、第5代のように、就任日に当選日が記載されていることがあるためである。ただし、第9代の退任日は、就任日から4年満期の期日を考慮し、『余目町史 下巻』の日付を記載している。
| 代 | 氏名         | 就任年月日                 | 退任年月日                 | 備考             |
| -- | ------------ | -------------------------- | -------------------------- | ---------------- |
| 1  | 鈴木作弥     | 1891年（明治24年）7月      | 1895年（明治28年）5月7日   | 五七里村から改称 |
| 2  | 日野吉右衛門 | 1895年（明治28年）5月13日  | 1898年（明治31年）3月13日  |                  |
| 3  | 鈴木保定     | 1898年（明治31年）6月18日  | 1902年（明治35年）6月17日  |                  |
| 4  | 鈴木保定     | 1902年（明治35年）6月29日  | 1905年（明治38年）1月31日  |                  |
| 5  | 渡部重治     | 1905年（明治38年）3月1日   | 1909年（明治42年）2月28日  |                  |
| 6  | 渡部重治     | 1909年（明治42年）3月1日   | 1911年（明治44年）6月10日  | 在任中に死去     |
| 7  | 石山義孝     | 1911年（明治44年）8月4日   | 1912年（大正元年）9月21日  |                  |
| 8  | 土屋眞佐雄   | 1912年（大正元年）12月28日 | 1916年（大正5年）12月22日  |                  |
| 9  | 土屋眞佐雄   | 1916年（大正5年）12月28日  | 1920年（大正9年）12月27日  |                  |
| 10 | 石川両三     | 1920年（大正9年）12月28日  | 1924年（大正13年）12月27日 |                  |
| 11 | 石川両三     | 1925年（大正14年）1月7日   | 1926年（大正15年）4月30日  |                  |
| 12 | 清原久治     | 1926年（大正15年）5月29日  | 1930年（昭和5年）5月26日   |                  |
| 13 | 日野宣雄     | 1930年（昭和5年）5月26日   | 1931年（昭和6年）3月31日   |                  |
| 14 | 日野宣弘     | 1931年（昭和6年）5月10日   | 1935年（昭和10年）5月9日   |                  |
| 15 | 日野宣弘     | 1935年（昭和10年）5月10日  | 1939年（昭和14年）5月9日   |                  |
| 16 | 日野宣弘     | 1939年（昭和14年）5月10日  | 1943年（昭和18年）5月9日   |                  |
| 17 | 日野宣弘     | 1943年（昭和18年）5月10日  | 1947年（昭和21年）11月16日 |                  |
| 18 | 鈴木喜左衛門 | 1947年（昭和22年）4月10日  | 1951年（昭和26年）4月9日   |                  |
| 19 | 鈴木喜左衛門 | 1951年（昭和26年）4月24日  | 1954年（昭和29年）11月30日 | 常万村廃止       |

## 人口
1950年国勢調査による。
- 世帯数：341戸
- 人口：2,243人
- 人口密度：358人/km2
- 男女比：女性100人に対し男性95.7人

## 産業
主な産業は農業であった。農業戸数は1953年時点で289戸、うち専業農家は203戸であった。米の年間収穫高は1939年で402,120円であった。

## 教育
- 常万村立常万小学校[6] - 1953年時点で学級数6組、児童数294人[12]。
- 余目町他三ヶ村組合立余目中学校[13] - 余目町に設置されていた[14]。1953年時点で学級数22組、生徒数1,063人[12]。

- 常万村立図書館[15]

## 交通

### 鉄道路線
旧村域を羽越本線・陸羽西線が通過するが、駅は所在しなかった。